# Сайншанд
Сайншанд (монг. Сайншанд) — місто у Монголії, центр Східно-Гобійского аймаку. Загальна площа 2,3 тис. км кв. населення 22,5 тис., відстань від Улан-Батора 452 км. Є медичний коледж, театр, розвинута сфера обслуговування, м'ясокомбінат, школи, лікарні, залізнична станція. Населення 19548 (2006), висота над рівнем моря 938 метрів.

Назва у перекладі означає «Добре джерело». Місто було засновано у 1931 році.

## Клімат
Місто знаходиться у зоні, котра характеризується кліматом тропічних пустель. Найтепліший місяць — липень із середньою температурою 21.7 °C (71 °F). Найхолодніший місяць — січень, із середньою температурою -17.2 °С (1 °F).
| Клімат Сайншанда        | Клімат Сайншанда | Клімат Сайншанда | Клімат Сайншанда | Клімат Сайншанда | Клімат Сайншанда | Клімат Сайншанда | Клімат Сайншанда | Клімат Сайншанда | Клімат Сайншанда | Клімат Сайншанда | Клімат Сайншанда | Клімат Сайншанда | Клімат Сайншанда |
| Показник                | Січ.             | Лют.             | Бер.             | Квіт.            | Трав.            | Черв.            | Лип.             | Серп.            | Вер.             | Жовт.            | Лист.            | Груд.            | Рік              |
| Середня температура, °C | −17              | −13              | −4               | 6                | 14               | 20               | 22               | 21               | 13               | 4                | −7               | −15              | 3                |
| Норма опадів, мм        | 1                | 2                | 1                | 3                | 7                | 17               | 33               | 29               | 10               | 4                | 2                | 1                | 110              |
| ----------------------- | ---------------- | ---------------- | ---------------- | ---------------- | ---------------- | ---------------- | ---------------- | ---------------- | ---------------- | ---------------- | ---------------- | ---------------- | ---------------- |
| Джерело: Weatherbase    |                  |                  |                  |                  |                  |                  |                  |                  |                  |                  |                  |                  |                  |

## Транспорт

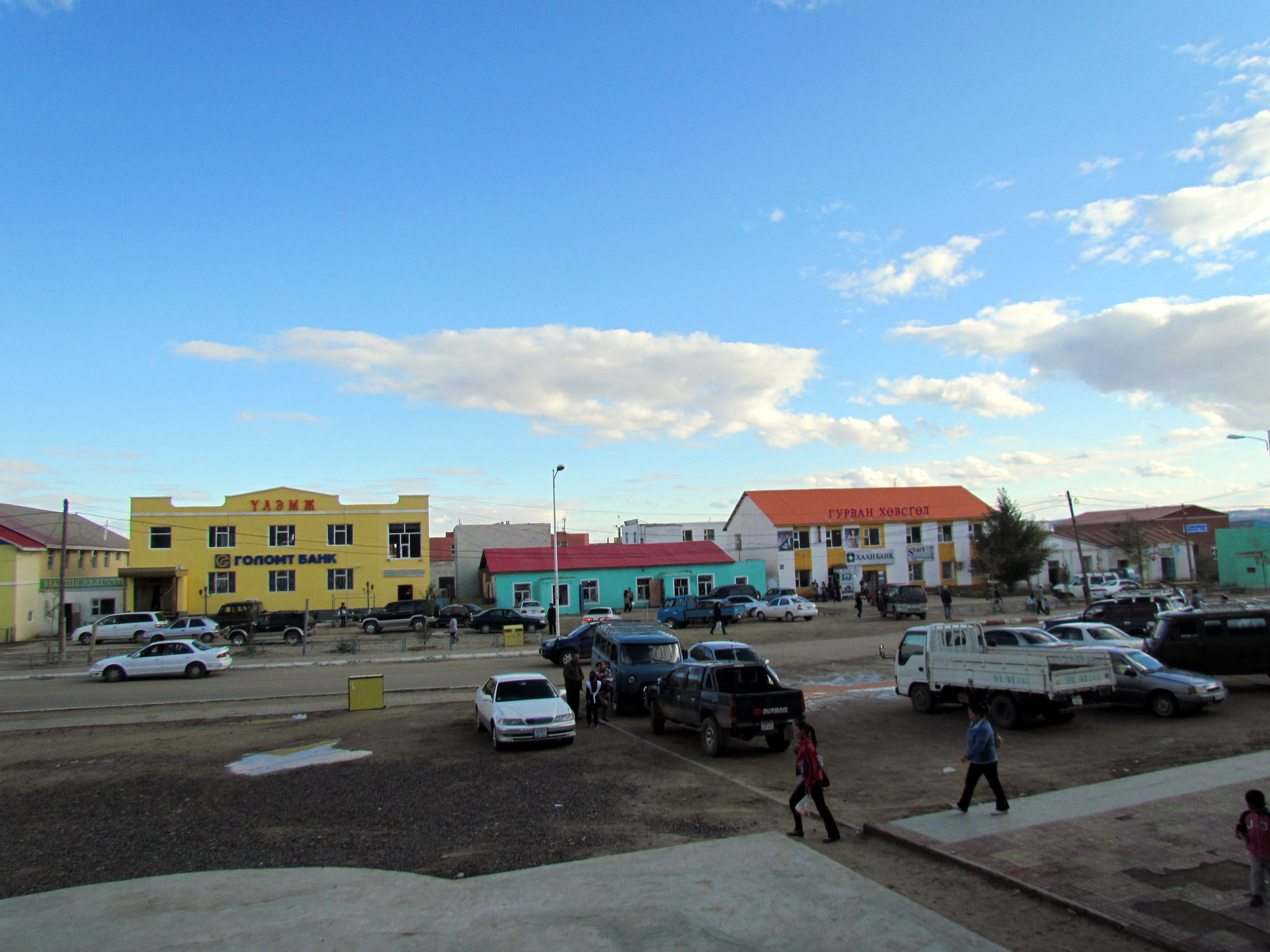
вулиця в Сайншанді

Велика залізнична станція на трансмонгольській магістралі. Окрім того у місті починається залізнична гілка до міста Дзунбаян, яке розташоване за 50 км на південь. Ведеться будівництво залізниці Тавантолгой — Дзунбаян — Сайншанд — Чойбалсан і до Соловйовська.
Автомобільне сполучення здійснюється з Улан-Батором та місто Замин-Ууд (кордон з Китаєм). У вересні 2013 року будівельники передали у власність уряду ділянку дороги Чойр — Сайншанд довжиною 176,4 км, ширина траси 8 метрів.
В околицях Сайншанда розташовано колишній радянський військовий аеродром, він здатний приймати літаки, але законсервований і перебуває під охороною монгольської армії.

## Промисловість
У місті розвинуто виробництво будівельних матеріалів, є харчовий та м'ясний комбінат. В околицях міста у повоєнні роки в околицях міста геологами знайдено родовище нафти. Однак у 1969 році добуток нафти припинено.
В околицях міста знайдено запаси уранової руди, геологорозвідувальні роботи ведуться французькою промисловою групою «Арева» з 1997 року. До 2015 року у місті планують запустити завод з виробництва уранового концентрату. На 2010 рік розвідані запаси складають 10 тисяч тонн уранової руди.
У 2010 році підписано договір з фінською компанією «Оутек Ойю» щодо будівництва мідеплавильного заводу. Завод розрахований на виробництво 2 млн тонн мідного концентрату, випуску 520 тисяч тон катодної міді та очищення 25 тон золота у злитках щорічно. Мідеплавильний завод у Сайншанді стане другим у світі за потужністю.

## Релігія
У центрі міста розташовано буддійський монастир Дашчоілон Хурал Хийд який відкрився у 1991 році. У монастирі живе 25 монахів. У 40 км на південь від міста знаходиться один з найстаріших буддійських монастирів Монголії Хамарин-хийд який було засновано у 1820 році.

## Пам'ятки

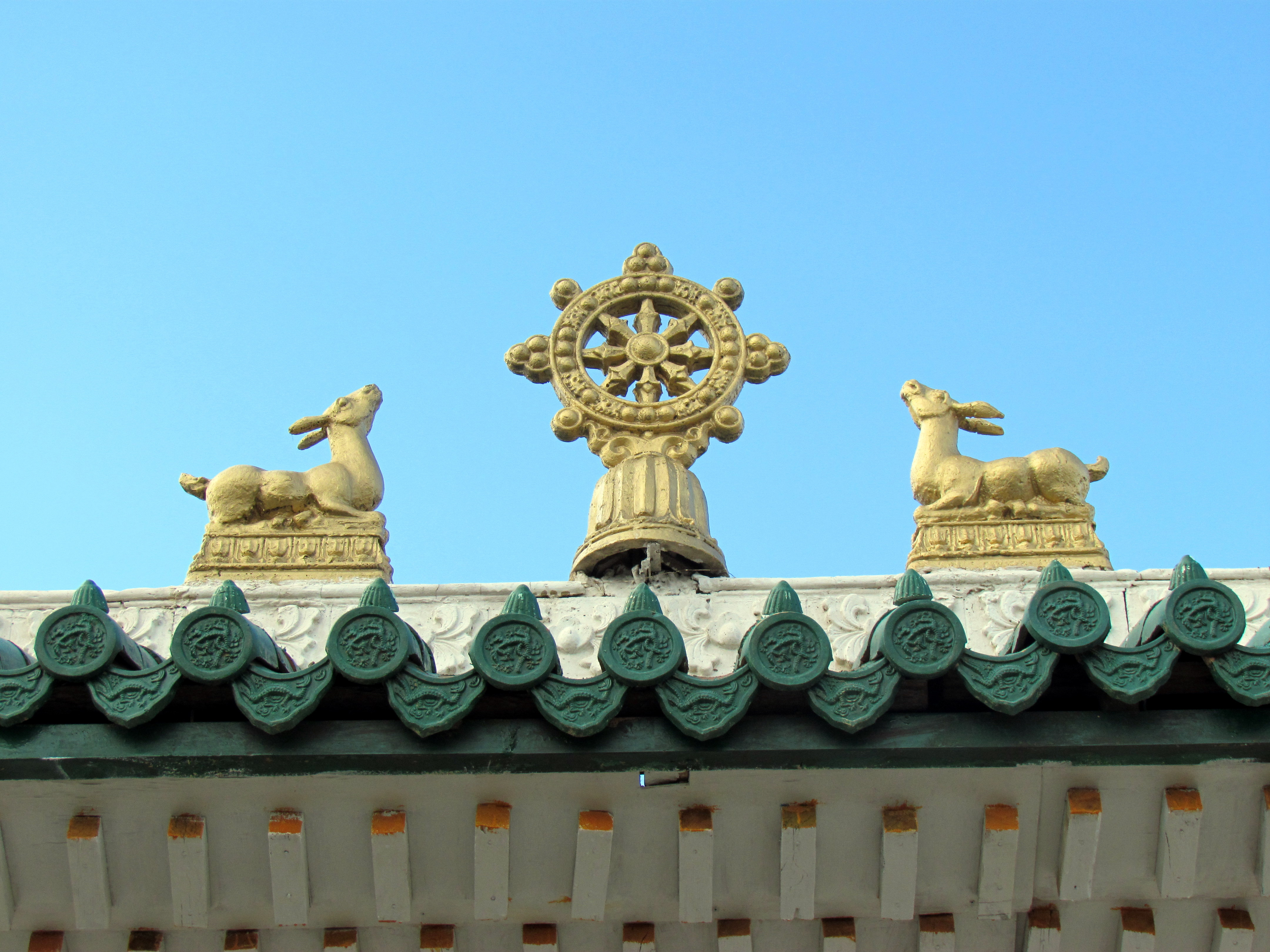
Музей Данзанравжія

У 20 км на південний захід від міста розташовано гірський масив Хаар-уул (Чорні гори) де були знайдені кості доісторичних тварин. У Сайншанді діє музей Данзанравжаа заснований у 1991 році в пам'ять про видатного монгольського просвітителя Данзанравжая який помер у 1856 р. Серед експонатів — особисті речі просвітителя, унікальні театральні костюми, рідкісні літературні манускрипти та старовинні книги, буддійські релігійні атрибути.
Міський музей — в його експозиції чучела гобійських тварин, колекція морських ракушок, кості динозаврів, дерев'яні обладунки монгольських солдат XIII століття.
Біля Сайншанда розташовано один з енергетичних центрів планети, який став центром паломництва не тільки для буддистів, але й туристів зі всього світу. На цьому місці у XVIII столітті було збудовано три монастиря відомі як «Три монастирі Галба».

## Перебування радянських військ
У часи Монгольської Народної Республіки у Сайншанді та його околицях були розташовані радянські військові частини, зокрема до складу Сайншанду входила 41-а мотострілецька дивізія. Також на сході міста раніше було радянське кладовище на якому були поховані будівничі трансмонгольської магістралі.

## Цікаві факти
З 1983 по 1991 рік Сайншанд входив до складу мережі станцій ракетного зондування атмосфери.

## ЗМІ
У період перебування радянських військ на території МНР в околицях міста працювала станція супутникового телебачення «Орбіта»
У місті виходить газета «Дорноговийн медее» («східного бійські новини»), працює два телеканали, чотири FM-станції